# Station Fons - Saint-Mamert
Station Fons - Saint-Mamert is een spoorwegstation in de Franse gemeente Fons op de lijn Saint-Germain-des-Fossés – Nîmes-Courbessac, kilometerpunt 703.747. Het ligt tussen de stations Nîmes en Saint-Geniès-de-Malgoirès.
Het station ligt op 99 m hoogte. Het werd opgericht in 1840 door de Compagnie des Mines de la Grand’Combe et des chemins de fer du Gard.
Het stationsgebouw staat er nog, maar is buiten gebruik. Het is nu een spoorweghalte, bediend door treinen van de TER Occitanie.